# Patrick Birocheau
Patrick Birocheau (* 23. September 1955 in Bejaia (Algerien)) ist ein französischer Tischtennisspieler. Er gehörte in den 1970er und 1980er Jahren zu den besten Spielern Frankreichs. Er wurde Europameister im Doppel und mit der Mannschaft.

## Leben
Birocheaus erster internationaler Erfolg war der Gewinn der Jugendeuropameisterschaft mit dem französischen Team.
Bei den Erwachsenen gewann er 1976 die französischen Meisterschaften im Einzel, neunmal siegte er im Doppel (1973–1976, 1978, 1979, 1982, 1987, 1988) sowie 1983 im Mixed. Mit AS Messine Paris wurde er 1982 französischer Mannschaftsmeister. Zwischen 1973 und 1988 nahm er achtmal an Weltmeisterschaften und achtmal an Europameisterschaften teil. Dabei wurde er bei der EM 1980 zusammen mit Jacques Secrétin Europameister im Doppel. Bei der EM 1984 holte er Gold mit der französischen Mannschaft und zwei Jahre später Silber. 1982 und 1984 erreichte er im Doppel mit Secrétin das Halbfinale.
Seinen größten Erfolg bei Weltmeisterschaften hatte er 1981, als er im Doppel mit Jacques Secrétin bis ins Halbfinale kam. 1988 qualifizierte er sich für die Teilnahme an den ersten Olympischen Sommerspielen im Tischtennis.
Seit 1998 arbeitet Birocheau als Nationaltrainer in Frankreich.

## Turnierergebnisse
| Verband | Veranstaltung                         | Jahr | Ort        | Land | Einzel           | Doppel           | Mixed        | Team |
| ------- | ------------------------------------- | ---- | ---------- | ---- | ---------------- | ---------------- | ------------ | ---- |
| FRA     | Europameisterschaft                   | 1988 | Paris      | FRA  |                  | Viertelfinale    |              |      |
| FRA     | Europameisterschaft                   | 1986 | Prag       | TCH  |                  | Viertelfinale    |              | 2    |
| FRA     | Europameisterschaft                   | 1984 | Moskau     | URS  | letzte 16        | Halbfinale       |              | 1    |
| FRA     | Europameisterschaft                   | 1982 | Budapest   | HUN  |                  | Halbfinale       |              |      |
| FRA     | Europameisterschaft                   | 1980 | Bern       | SUI  | Viertelfinale    | Gold             |              |      |
| FRA     | Europameisterschaft                   | 1978 | Duisburg   | FRG  | letzte 16        |                  |              |      |
| FRA     | Europameisterschaft                   | 1976 | Prag       | TCH  |                  | Viertelfinale    |              |      |
| FRA     | Europameisterschaft                   | 1974 | Novi Sad   | YUG  |                  | Viertelfinale    |              |      |
| FRA     | Jugend-Europameisterschaft (Junioren) | 1972 | Vejle      | DEN  |                  |                  |              | 1    |
| FRA     | Mittelmeer-Spiele                     | 1987 | Latakia    | SYR  |                  | Silber           |              |      |
| FRA     | Mittelmeer-Spiele                     | 1979 | Hvar Split | YUG  |                  | Gold             |              |      |
| FRA     | Olympische Spiele                     | 1988 | Seoul      | KOR  | sofort ausgesch. | sofort ausgesch. |              |      |
| FRA     | Weltmeisterschaft                     | 1987 | New Delhi  | IND  | letzte 64        | letzte 16        | keine Teiln. | 13   |
| FRA     | Weltmeisterschaft                     | 1985 | Göteborg   | SWE  | Scratched        | Scratched        | Scratched    | 8    |
| FRA     | Weltmeisterschaft                     | 1983 | Tokio      | JPN  | letzte 32        | letzte 16        | Qual         | 8    |
| FRA     | Weltmeisterschaft                     | 1981 | Novi Sad   | YUG  | letzte 64        | Halbfinale       | letzte 64    | 5    |
| FRA     | Weltmeisterschaft                     | 1979 | Pyongyang  | PRK  | letzte 64        | Viertelfinale    | keine Teiln. | 5    |
| FRA     | Weltmeisterschaft                     | 1977 | Birmingham | ENG  | letzte 16        | Viertelfinale    | keine Teiln. | 9    |
| FRA     | Weltmeisterschaft                     | 1975 | Calcutta   | IND  | letzte 64        | letzte 32        | keine Teiln. | 9    |
| FRA     | Weltmeisterschaft                     | 1973 | Sarajevo   | YUG  | Qual             | letzte 16        | keine Teiln. | 12   |